# یواس‌اس اوا (وای‌تی-۴۵۸)
یواس‌اس اوا (وای‌تی-۴۵۸) (به انگلیسی: USS Evea (YT-458)) یک کشتی بود.